# 바이 스피스
바이런 프랭클린 스피스(Byron Franklin Speece, 1897년 1월 6일 ~ 1974년 9월 29일)는 미국의 전 프로 야구 선수로 메이저 리그 베이스볼 (MLB)에서 투수로 뛰었다.

## 생애
인디애나주 웨스트바덴에서 태어나 오리건주 엘긴에서 사망하였다. 그는 헬렌 그레이스 휘팅힐과 결혼하여 2명의 자식 - 바이런 주니어와 아이린을 두었다.

## 메이저 리그 베이스볼 경력
1924년부터 1930년까지 투수를 맡은 스피는 워싱턴 세너터스, 클리블랜드 인디언스와 필라델피아 필리스를 위하여 뛰었다.

## 마이너 리그 경력
스피스의 마이너 리그 경력은 20년간 늘어났고, 그는 241개의 경기를 우승하였다.
스피스는 1922년 네브래스카 주립 리그의 노퍽 엘크혼스와 투수로 시작하였다. 그는 14 승 9 패로 가 노퍽이 리그 챔피언십을 획득하는 도움을 주었다. 투수로서 그의 실력은 오마하 버펄로스의 감독 바니 버치의 주의를 끌어들였다.
1923년 오마하 버펄로스를 위하여 투구하고, 49개의 경기에서 26 승 14 패의 기록을 처리하였다. 5월 2일 그는 하나의 경기에서 2개의 홈런을 치며 투수들을 위한 당시 웨스턴 리그 기록을 세웠다. 오마하 신문들에 의하면 그는 워싱턴 세너터스로 1만 5천 달러를 위하여 팔렸다.
1924년 세너터스를 위하여 활약하면서 월드 시리즈를 우승하였다. 그는 1925년과 1926년의 첫 부분에 클리블랜드 인디언스를 위하여 뛰고, 그해의 나머지를 위하여 인디애나폴리스 인디언스로 보내져 17 승 10 패의 기록을 수집하였다.
1927년 그는 인디애나폴리스와 털리도 머드헨스를 위하여 활약하여 12 승 10 패의 기록을 가졌다.
그는 1928년과 1929년 인디애나폴리스로 돌아가 그 세월에 각각 1 승 4 패와 9 승 2 패였다.
1930년까지 그는 필라델피아 필리스와 메이저 리그에 돌아왔으나 뉴어크 베어스와 거의 시즌을 보내 3 승 4 패였다. 그는 1931년과 다음해 시즌의 첫 부분을 위하여 뉴어크에 남아있었다.
스피스는 1932년부터 1938년 시즌을 통하여 내슈빌 볼스를 위하여 활약하였다. 그의 최고의 해는 자신이 22 승 9 패의 기록을 가진 1936년이었다.
1940년부터 1945년 시즌을 통하여 그는 퍼시픽 코스트 리그에 있었다. 그는 포틀랜드 비버스와 시애틀 레이니어스와 함께 각각 3년을 보냈따. 그는 자신의 프로 야구 세월 동안 48세였다.
은퇴한 당시 그는 62개의 메이저 리그와 673개의 마이너 리그 경기들에서 투구하였다.